# Kanton Châteaubourg
Kanton Châteaubourg (francouzsky Canton de Châteaubourg) je francouzský kanton v departementu Ille-et-Vilaine v regionu Bretaň. Tvoří ho šest obcí.

## Obce kantonu
- Châteaubourg
- Domagné
- Louvigné-de-Bais
- Ossé
- Saint-Didier
- Saint-Jean-sur-Vilaine